# Rhipidura rufifrons
El abanico rojizo (Rhipidura rufifrons) es una especie de ave paseriforme de la familia Rhipiduridae propia de Australasia y Melanesia. Se encuentra en Australia, Molucas, Nueva guinea y las islas Salomón y otras islas de Melanesia. En estas zonas habita bosque lluviosos y húmedos, pantanos y manglares.
Existen numerosas subespecies del abanico rojizo. El abanico rojizo es fácilmente distinguible por su espalda, grupa y base de la cola  de color naranja-rojizo-marrón. Su pecho es blanco y negro que se transforman en un tono blanco en la garganta.
Son aves migratorias,  se desplazan al sureste de Australia en la primavera para reproducirse, y al norte en otoño.
Tienden a alimentarse de insectos pequeños que capturan en las zonas bajas de la foresta. Son aves muy activas, que realizan frecuentes vuelos cortos. También pegan saltitos entre el follaje o en el terreno, mientras se alimentan.
Si bien se cree que su población se encuentra en disminución, la amplia zona en la que habitan y su abundancia hacen que sea considerado una especie bajo preocupación menor por la UICN.